# Eumolpianus fornacis
Eumolpianus fornacis är en loppart som först beskrevs av Jordan 1937.  Eumolpianus fornacis ingår i släktet Eumolpianus och familjen fågelloppor. Inga underarter finns listade i Catalogue of Life.